# Kohleule

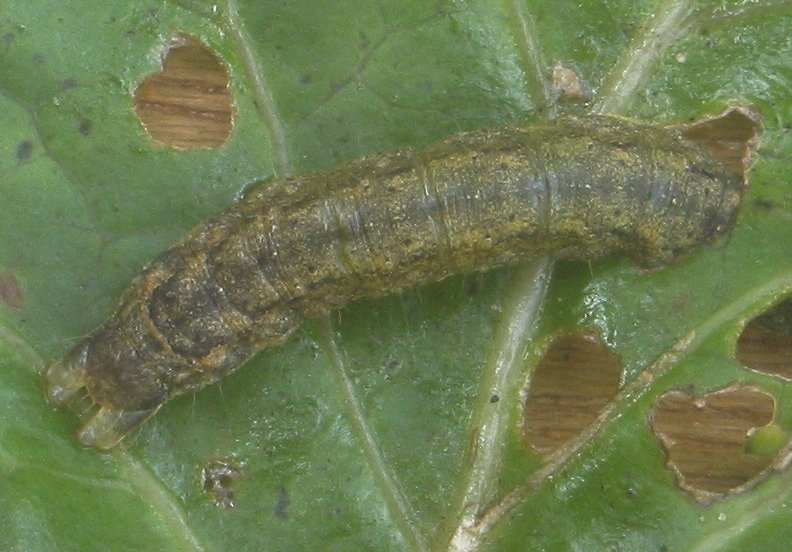
Raupe der Kohleule

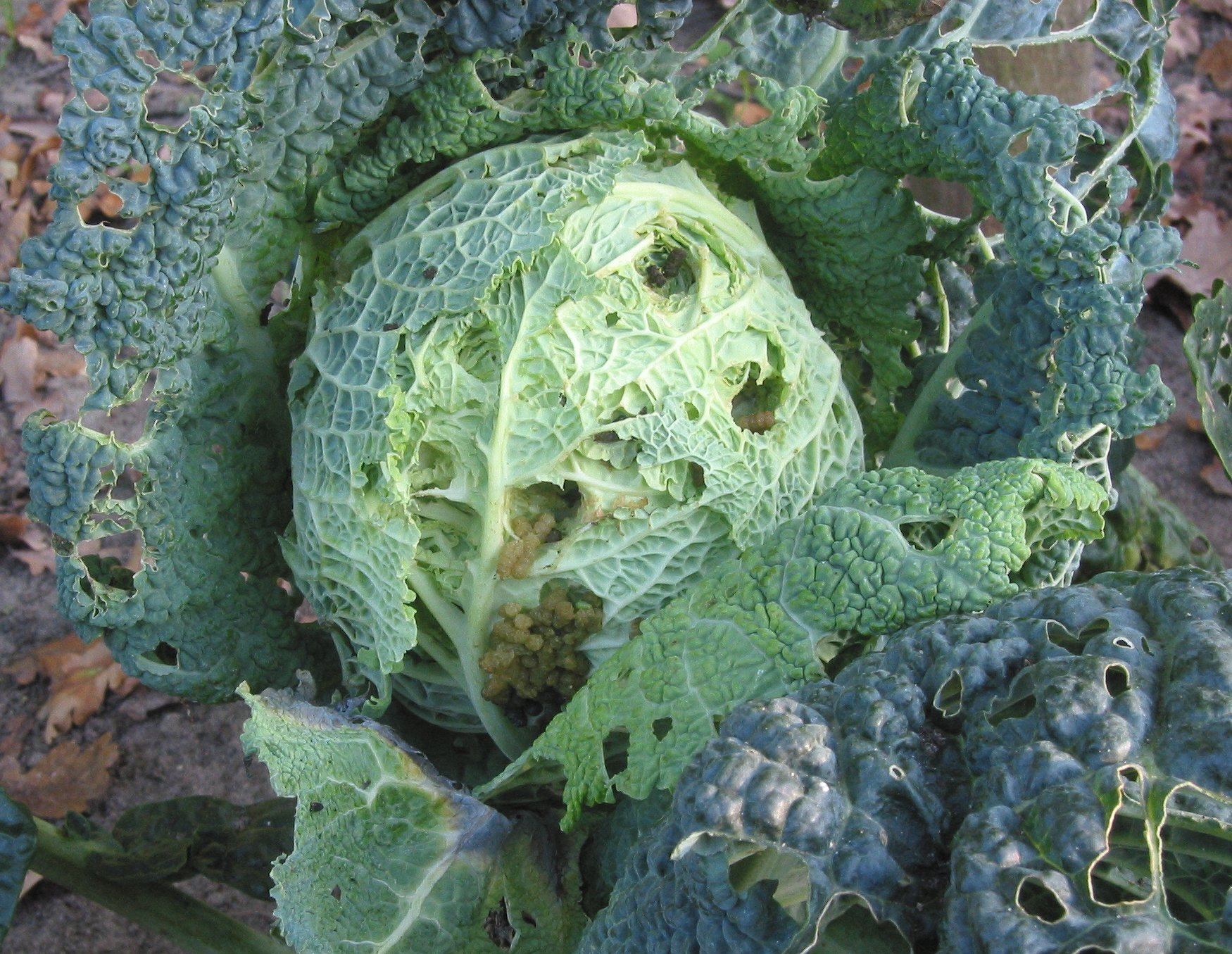
Fraßschäden an Kohl

Die Kohleule (Mamestra brassicae) ist ein Schmetterling (Nachtfalter) aus der Familie der Eulenfalter (Noctuidae).

## Merkmale

### Falter
Die Flügelspannweite beträgt etwa 36 bis 44 Millimeter. Die Farbe der Vorderflügel ist ziemlich variabel; von  braun bis grünlich-braun bis graubraun bis schwärzlich. Meist sind zwei oder drei quer verlaufende dunkle gezähnte Wellenlinien vorhanden, die randlichen Querlinien sind oft weiß gesäumt. Die Nierenmakel ist weißlich, die Ringmakel hellbraun gefüllt.

### Ei
Das Ei ist halbkugelig, unten abgeflacht und stark gerippt. Es ist blassweißlich und besitzt einen dunklen, schmalen Ring und einen dunklen Fleck am oberen Pol.

### Raupe
Die Farbe und Zeichnung der Raupe variiert beträchtlich. Sie ist am Rücken dunkelgrün oder bräunlich gefärbt, die Rücken- und Nebenrückenlinien sind dagegen weißlich und mit etwas dunkleren Linien eingefasst. Die Streifen an der Seite sind relativ breit und gelblich. Die Raupen kann man von Ende Juni bis zum Spätherbst finden.

### Puppe
Die Puppe ist hell rotbraun mit kegelförmigem Kremaster (mit Dornen versehener Vorsprung am Hinterleibsende). Darauf stehen nahe beieinander zwei lange, feine Dornen.

### Ähnliche Arten und Unterschiede
Die Kohleule unterscheidet sich von anderen ähnlichen Arten, z. B. der Meldenflureule (Anarta (Calocestra) trifolii) durch einen Dorn am Ende der Tibien der Vorderbeine.

## Geographische Verbreitung und Lebensraum
Die Art ist in ganz Europa mit Ausnahme von Nordskandinavien und Nordrussland anzutreffen. Sie kommt vom Flachland bis in etwa 2000 Meter Höhe vor.
Sie sind charakteristisch für die Krautgrasvegetation an sonnigen Waldlichtungen, Waldrändern und Waldwegen, Gewässerufern, aber auch in Gärten. Gelegentlich kann es zu Massenauftreten kommen.

## Lebensweise
Die Art fliegt je nach klimatischen Verhältnissen von April bis Oktober in zwei bis drei einander überschneidenden Generationen. In den höheren Lagen der Alpen (bis 2.000 Meter) kommt dagegen nur eine Generation von Ende Juni bis August vor. Die Falter sind nachtaktiv, kommen zum Licht und können mit Zucker geködert werden. Die Eier werden in flächigen Gelegen bis über 100 Stück an der Unterseite der Blätter der Futterpflanze abgelegt bzw. angeheftet. Die Raupe lebt einzeln an einer Vielzahl von krautigen Pflanzen wie z. B. Spinat (Spinacia oleracea), Weiße Lichtnelke (Melandrium album), Brennende Liebe (Lychnis chalcedonica), Gemeine Akelei (Aquilegia vulgaris), Rübsen (Brassica rapa), Raps (Brassica napus), Gemüsekohl (Brassica oleracea), Garten-Rettich (Raphanus sativus), Erbsen (Pisum spec.), Ysop (Hyssopus officinalis), Tomate (Solanum lycopersicum), Schwarzes Bilsenkraut (Hyoscyamus niger), Tabak (Nicotiana spec.), Breitwegerich (Plantago major), Gartenkürbis (Cucurbita pepo), Ringelblume (Calendula officinalis), Gartensalat (Lactuca sativa) u. a. Die Verpuppung erfolgt in der Erde. Die Puppe der letzten Generation überwintert.